# Liste der Le-Mans-Prototypen
Die Liste der Le-Mans-Prototypen enthält alle Rennsport-Prototypen nach der Spezifikation der Le-Mans-Prototypen, die in verschiedenen Rennsport-Ereignissen am Start waren:

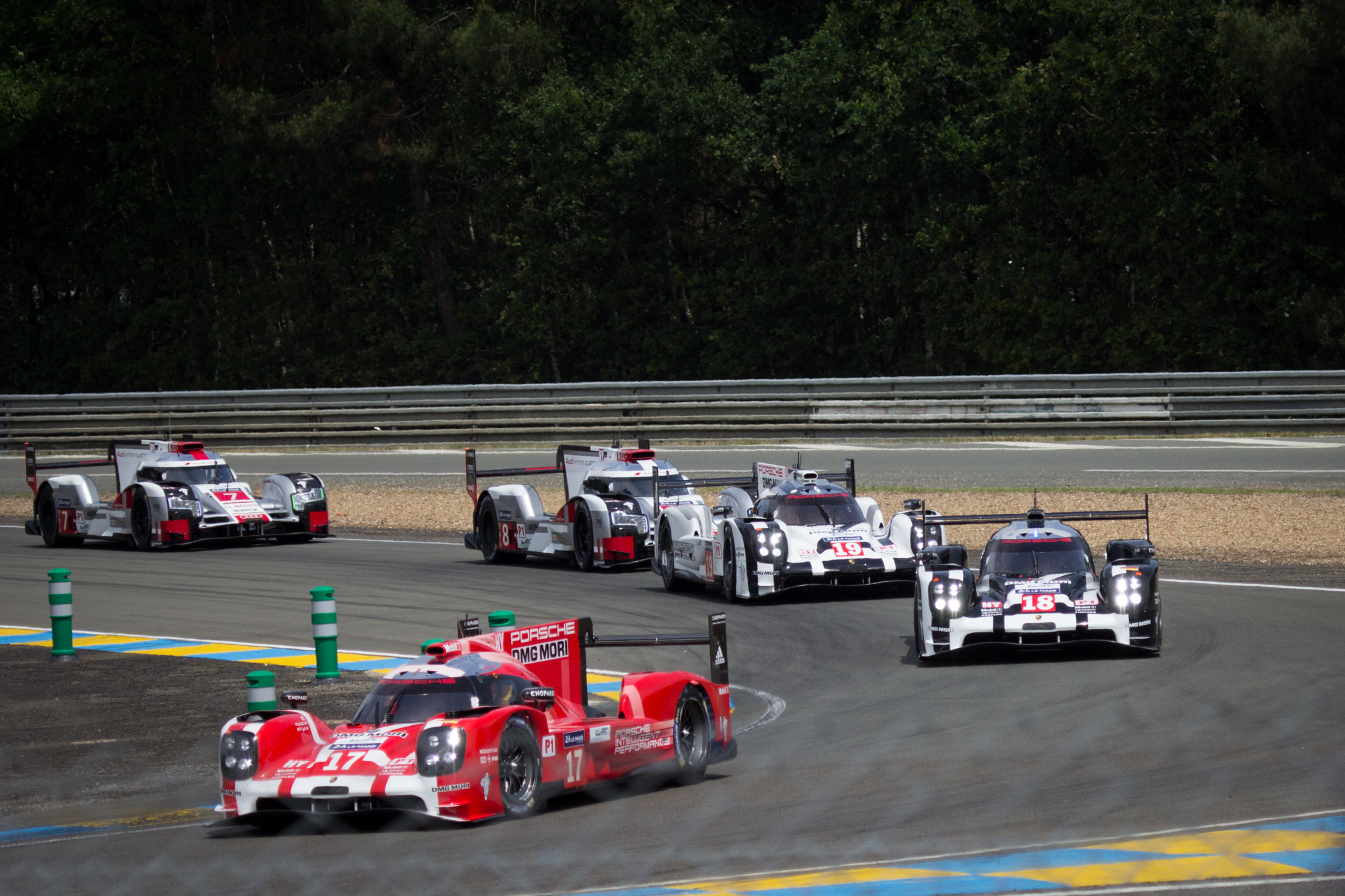
Porsche 919 Hybrid und mehrere Audi R18 E-Tron quattro RP5 (2015)

- dem 24-Stunden-Rennen von Le Mans,
- der europäischen Le Mans Series,
- der American Le Mans Series,
- der Asian Le Mans Series,
- dem Intercontinental Le Mans Cup,
- der FIA-Langstrecken-Weltmeisterschaft.

## LMP1
- Acura ARX-02 (2009)
- Lola-Aston Martin LMP1 (2009)
- Aston Martin AMR-One (2011)
- Audi R8 (1999)
- Audi R10 TDI (2006)
- Audi R15 TDI (2009)
- Audi R15 Plus (2010)
- Audi R18 TDI RP1 (2011)
- Audi R18 Ultra RP2 (2012)
- Audi R18 E-Tron quattro RP2 (2012)
- Audi R18 E-Tron quattro RP3 (2013)
- Audi R18 E-Tron quattro RP4 (2014)
- Audi R18 E-Tron quattro RP5 (2015)
- Audi R18 RP6 (2016)
- Bentley Speed 8 (2001)
- BMW V12 LMR (1998)
- Cadillac Northstar LMP (2000)
- CLM P1/01 (2015)
- Courage C60 (2000)
- Courage-ORECA LC70 (2006)
- Creation CA06/H (2006)
- Creation CA07 (2007)
- Dallara SP1 (2000)
- Dome S101 (2001)
- Dome S102 (2008)
- Dome S102.5 (2012)
- Epsilon Euskadi ee1 (2008)
- HPD ARX-03a
- HPD ARX-03c
- Lavaggi LS1 (2006)
- Lister Storm LMP (2004)
- Lola B2K/10 (2000)
- Lola B06/10 (2006)
- Lola B07/17 (2007)
- Lola B08/60 (2008)
- Lola B10/60 (2010)
- Lola B12/60
- Lotus CLM P1/01 (2014)
- MG-Lola EX257 (2004)
- Nasamax DM139 (2004)
- Nissan R391 (1999)
- Nissan GT-R LM Nismo (2015)
- OAK Pescarolo 01
- ORECA 01 (2009)
- Oreca Swiss HY Tech-Hybrid (2011)
- Panoz LMP-1 (1999)
- Pescarolo 01 (2007)
- Pescarolo 03 (2012)
- Peugeot 908 HDi FAP (2007)
- Peugeot 908 (2011)
- Peugeot 908 Hybrid4 (2011)
- Porsche 919 Hybrid (2014–2017)
- ProTran RS06/H (2006)
- Radical SR10 (2008)
- Rebellion R-One (2014–2016)
- Reynard 2KQ (2000)
- Toyota TS030 Hybrid (2012–2013)
- Toyota TS040 Hybrid (2014–2015)
- Toyota TS050Hybrid (2016-)
- WR LM94 (1994)
- WR LMP2008 (2008)
- Reynard 02S (2002)
- Zytek 04S (2004)
- Zytek 09SC

## LMP2
- Acura ARX-01a (2007)
- Acura ARX-01b (2008)
- Alpine A450b (2012)
- BR01 (2015)
- Courage C65
- Courage-ORECA LC75 (2006)
- Dome S103 (2014)
- HPD ARX-01d
- HPD ARX-03b
- HPD ARX-04b (2015)
- Gibson 015S (2015)
- DBA4 03S
- Embassy WF01 (2008)
- Ligier JS P2 (2014)
- Lola B2K/40 (2000)
- Lola B05/40 (2005)
- Lola B08/80 (2008)
- Lola B11/40
- Lola B12/80 (2011)
- Lotus Praga T128 LMP2 (2013)
- Lucchini LMP2 (2004)
- MG-Lola EX264 (2005)
- MG-Lola EX265 (2008)
- MG-Lola EX265C (2008)
- Morgan LMP2 (2012)
- Norma M200P
- Oreca 03 (2011)
- Oreca 03R
- Oreca 05 (2015)
- Oreca 07 (2017)
- Pescarolo 01 (2007)
- Pilbeam MP91 (2004)
- Pilbeam MP93 (2005)
- Porsche RS Spyder (2006)
- Radical SR9 (2006)
- WR LMP 2008 (2008)
- Zytek 04S (2004)
- Zytek 06S (2006)
- Zytek 07S (2007)
- Zytek Z11SN (2011)

## LMP3
- Adess 03 (2015)
- Ginetta Juno LMP3 (2015)
- Ligier JS P3 (2015)
- Ligier JS P320 (2019)
- Ave-Riley AR2 (2016)
- Norma M30 LMP3 (2017)